# شلوارک داغ

طرحی از شلوارک داغ

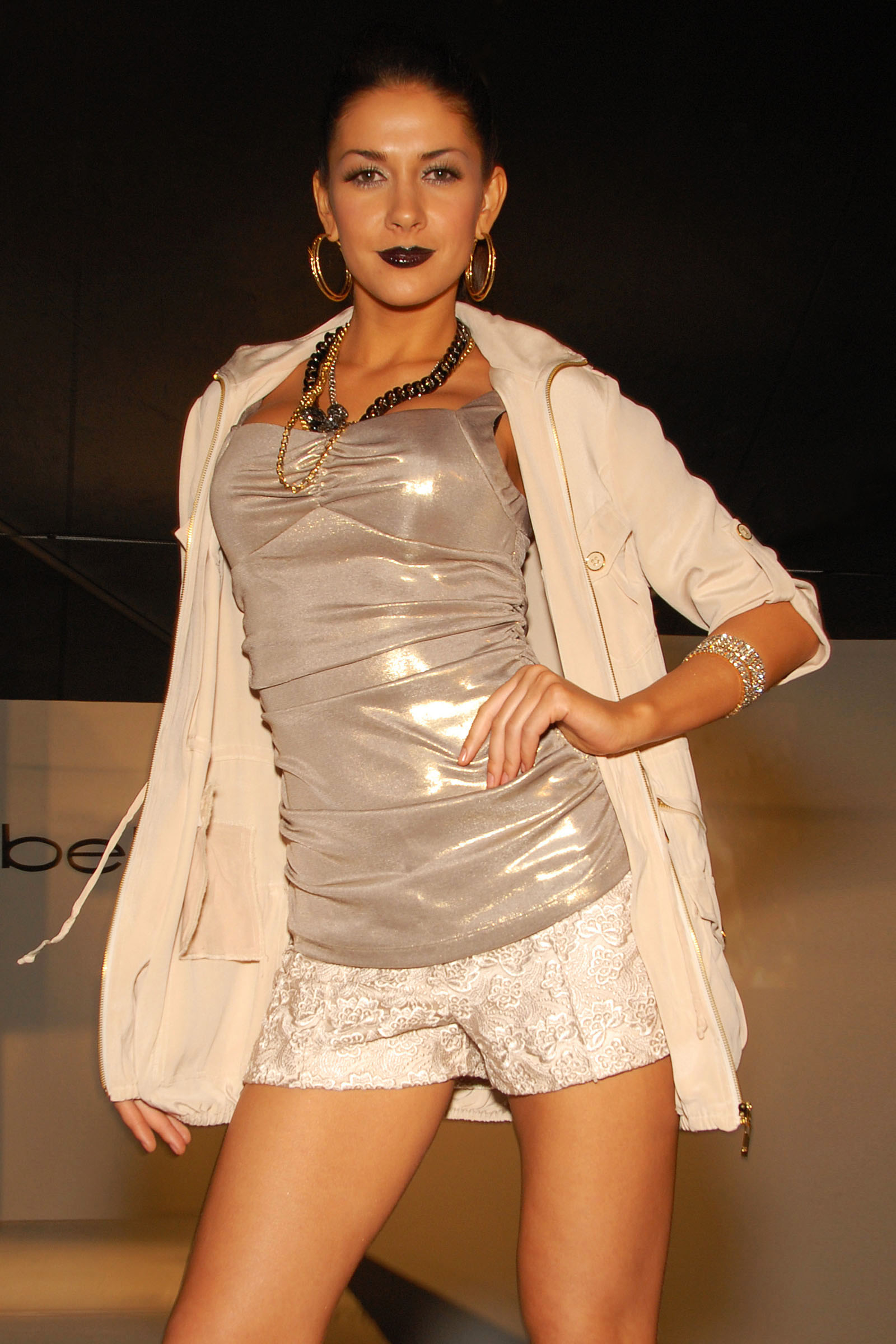
مدل‌های شلوار بروکاد توسط لاریسا پوژنیاک برای بی‌بی استورس، در سال ۲۰۰۸

شلوارک داغ شورتی بسیار کوتاه است. این اصطلاح برای اولین بار توسط مجله لباس روزانه زنان در سال ۱۹۷۰ برای توصیف شورت‌های تولید شده از پارچه‌های لوکس مانند مخمل و ساتن که به عنوان مد روز پوشیده می‌شد، مورد استفاده قرار گرفت، این لباس جای معادل‌های کاربردی تر خود که از دهه ۱۹۳۰ برای ورزش یا اوقات فراغت پوشیده شده می‌شد را از آن خود کرد. به‌طور معمول شلوارک داغ بالای زانو و اطراف ران‌ها را می‌پوشاند. از آن زمان این اصطلاح به یک اصطلاح عامیانه برای هر شورت بسیار کوتاه تبدیل شده است. در حالی که در اوایل دهه ۱۹۷۰ شلوارک‌های داغ به‌طور خلاصه یکی از عناصر رایج مد بودند، در اواسط دهه ۱۹۷۰ با صنعت سکس مرتبط شدند که به سقوط آنها از مد کمک کرد. با این حال، شلوارک‌های داغ تا دهه ۲۰۱۰ همچنان برای استفاده در باشگاه‌های شبانه محبوب بودند و اغلب در صنعت سرگرمی، به ویژه به عنوان بخشی از لباس‌های افراد تشویق کننده یا برای رقصندگان (به ویژه رقصندگان پشتیبان) پوشیده می‌شدند. مجریانی مانند بریتنی اسپیرز و کایلی مینوگ به‌عنوان بخشی از اجراهای عمومی و ارائه‌شان از شلوارک‌های داغ استفاده می‌کنند.